# Andrássy József
Egyházpakai Andrássy József (Hatvan, 1806. február 9. – Füss, 1852. január 9.) királyi tanácsos.

## Élete
Esztergom megye követe, később helytartója volt. Munkásságában leginkább politikai tárgyú művek fordulnak elő.

## Művei
- Dissertatio inaug. juridico-politica de principio scientiarum politico-cameralium… Pestini, 1830.
- A m. kir. udvari cancelláriához titoknokká való kineveztetésekor 1836. pünkösd hava 31-én a megye közgyülésén tartott beszéde. Esztergom, 1836.

A következő két alkalmi versezet is neki tulajdonítható:
- Honni szeretetből származott szerencséző versek… báró Majthényi László Bars megye alispánjának… Nagyszombat, 1835.
- Örömdal, melylyel… Vietoris József Nyitra vármegye alispánja, midőn nagy neve ünnepét szentelné, megtiszteltetett. Nyitra, 1841.